# Heinrich Felix Schmid
Heinrich Felix Schmid (* 14. August 1896 in Berlin; † 6. Februar 1963 in Wien) war ein deutsch-österreichischer Slawist.

## Leben
Heinrich Felix Schmid verbrachte seine ersten fünf Lebensjahre in Berlin. Ab 1902 reiste die Familie viel durch Deutschland, Italien und die Schweiz. Zwei Winter lang besuchte er die Deutsche Schule Rom, sonst wurde er von seinen Eltern unterrichtet. So sprach er von Kindheit an neben seiner deutschen Muttersprache auch gut Italienisch und Französisch, war mit dem Lateinischen gut vertraut und eignete sich erste Kenntnisse des Russischen an.
Nach dem Tod seines Vaters legte Schmidt 1914 in Wiesbaden in Hessen das Abitur ab. Er war Kriegsfreiwilliger im Ersten Weltkrieg, kämpfte in Frankreich, Bulgarien, Serbien und Weißrussland. Schmidt wurde dreimal verwundet. Durch seine Einsätze in Osteuropa und auf dem Balkan kam er den Slawen näher.
Nach Kriegsende studierte er Rechtswissenschaft in Leipzig, dem Wohnort seiner Verlobten Herta Schulte. Neben dem juristischen Studium besuchte Schmidt Vorlesungen in Slawistik, zunächst in Leipzig bei Matthias Murko und Max Vasmer, und legte 1921 die Diplomprüfung in Russisch ab. Dann folgte er Vasmer an die Universität Berlin und studierte dort auch bei Ulrich Stutz kirchliche Rechtsgeschichte.
1922 promovierte Schmid in Berlin zum Dr. phil. und heiratete seine Verlobte. Im selben Jahr übernahm er eine Assistentenstelle am kirchenrechtlichen Institut der Universität Berlin, wo er eng mit Ulrich Stutz zusammenarbeitete. Dem Volkstumskampf an der deutschen Sprachgrenze, der auch die deutsche Wissenschaft mitunter beeinflusst hat, ist Schmid zeitlebens fern gestanden.
Ohne Habilitation erhielt Schmid 1923 einen Ruf als außerordentlicher Professor für slawische Philologie nach Graz, wo er 1929 Ordinarius wurde. In Graz fühlte Schmid sich beruflich in einer Sackgasse, seine Hoffnung auf eine Professur 1932/33 in Berlin erfüllte sich nicht. Aufgrund seiner Grazer Hochschulämter vor dem Anschluss Österreichs an das Deutsche Reich war Schmidt ab 1938 für die NSDAP nicht tragbar. Er wurde kurzzeitig verhaftet, dann seiner Lehrtätigkeit enthoben und schließlich zwangsweise in den Ruhestand versetzt.
Im Zweiten Weltkrieg diente Schmid als Offizier der Luftwaffe im besetzten Norwegen, in der Slowakei und der Ukraine an der russischen Ostfront. Mehrfach ausgezeichnet war er bei Kriegsende Major der Luftwaffe. Er geriet 1945 kurzzeitig in amerikanische Kriegsgefangenschaft, übernahm im Juni 1945 aber schon wieder seine Professur in Graz. Am 26. Februar 1948 erhielt er einen Ruf als ordentlicher Professor für slawische Sprachwissenschaft und osteuropäische Geschichte an die Universität Wien und leitete neben seiner Tätigkeit an der Slawistik das Wiener Seminar für osteuropäische Geschichte. 1957 feierte das Seminar als Institut für osteuropäische Geschichte und Südostforschung sein 50-jähriges Bestehen.
Schmid war 1948–1963 Leiter des Instituts für osteuropäische Geschichte und Südostforschung an der Universität Wien und 1931–1932 sowie 1947–1948 Dekan der philosophischen Fakultät der Universität Graz. Nach kurzer Krankheit starb er 1963 in Wien.

## Werke (Auswahl)
- (1922) Das Recht der Gründung und Ausstattung von Kirchen im kolonialen Teile der Magdeburger Kirchenprovinz während des Mittelalters. Weimar: Hermann Böhlaus Nachf.
- (1922) Zur Frage der Nomokanonübersetzung des Methodius [...]. Inauguraldissertation. Universität Leipzig.
- (1927) mit Reinhold Trautmann: Wesen und Aufgaben der deutschen Slavistik. Ein Programm. Leipzig: Haessel.
- (1930) Die Entstehung des kirchlichen Zehntrechts auf slavischem Boden. Lwów: Pierwsza Zwia̜skowa drukarnia.
- (1938) Die rechtlichen Grundlagen der Pfarrorganisation auf westslavischem Boden und ihre Entwicklung während des Mittelalters. Wien: Böhlau.